# Número primo primorial
En matemáticas, un primo primorial es un número primo de la forma pn# ± 1, donde pn# es el primorial de pn (es decir, el producto de los primeros n números primos).
Los tests de primalidad permiten comprobar que
pn# − 1 es primo para n = 2, 3, 5, 6, 13, 24, ... (sucesión A057704 en OEIS)
pn# + 1 es primo para n = 0, 1, 2, 3, 4, 5, 11, ... (sucesión A014545 en OEIS)
El primer término de la segunda sucesión es 0 porque p0# = 1 es el producto vacío, y por lo tanto p0# + 1 = 2, que es primo. De manera similar, el primer término de la primera sucesión no es 1, porque p1# = 2, y 2 − 1 = 1 no es primo.
Los primeros primos primoriales son
2, 3, 5, 7, 29, 31, 211, 2309, 2311, 30029, 200560490131, 304250263527209, 23768741896345550770650537601358309 (sucesión A228486 en OEIS)
A octubre de 2021, el primo primorial más grande conocido (de la forma pn# − 1) es 3267113# − 1 (n = 234725) y cuenta con 1418398 dígitos. Fue encontrado por el proyecto PrimeGrid.
A 2022, el primo primorial más grande conocido de la forma pn# + 1 es 392113# + 1 (n = 33237) con 169966 dígitos, encontrado en 2001 por Daniel Heuer.
La prueba de Euclides de la infinitud de los números primos (que se malinterpreta comúnmente como una definición de los números primos primoriales), tiene la forma siguiente:
Supóngase que los primeros n primos consecutivos que incluyen al número 2 son los únicos primos que existen. Si pn# + 1 o pn# − 1 es un primo primorial, esto significa que hay números primos más grandes que el primo n (si tampoco es un número primo, esto también prueba la infinitud de números primos, pero menos directamente; cada uno de estos dos números tiene un resto de p − 1 o 1 cuando se divide por cualquiera de los primeros n primos y, por tanto, todos sus factores primos son mayores que pn).